# Ларн (футбольный клуб)
Футбольный клуб «Ларн» (англ. Larne FC) — североирландский футбольный клуб из одноимённого города, в графстве Антрим.

## История
Клуб был основан во второй половине XIX века. С сезона 1972/73 по 1994/95 и с 2003/04 по 2007/08 команда выступала в Премьер-лиге. Клуб удерживает рекорд по попаданиям в финал кубка Северной Ирландии (5 раз). В сезоне 2022/23 выиграл свой первый чемпионский титул, прервав гегемонию «Линфилда». В сезоне 2023/24 успешно защитил титул выиграв чемпионат второй год подряд.

## Стадион
Домашней ареной футбольного клуба является стадион «Инвер Парк» вмещающий на 3 000 зрителей (из них 850 сидячих мест). Стадион был построен в 1900 году.

## Достижения
- Премьершип
  - Чемпион (2): 2022/23, 2023/24
  - Третье место: 1925/26
- Кубок Северной Ирландии
  - Финалист (6): 1927/28, 1934/35, 1986/87, 1988/89, 2004/05, 2020/21
- Суперкубок Северной Ирландии
  - Обладатель: 2024
- Кубок лиги
  - Финалист (2): 1991/92, 2003/04
- Кубок Ольстера
  - Обладатель (2): 1951/52, 1987/88

## Выступления в еврокубках
| Сезон   | Турнир                | Раунд                   | Соперник          | Дома | В гостях | Общий счёт |
| ------- | --------------------- | ----------------------- | ----------------- | ---- | -------- | ---------- |
| 2021/22 | Лига конференций УЕФА | Первый отборочный раунд | Бала Таун         | 1:0  | 1:0      | 2:0        |
|         | Лига конференций УЕФА | Второй отборочный раунд | Орхус             | 2:1  | 1:1      | 3:2        |
|         | Лига конференций УЕФА | Третий отборочный раунд | Пасуш де Феррейра | 1:0  | 0:4      | 1:4        |
| 2022/23 | Лига конференций УЕФА | Первый отборочный раунд | Сент-Джозефс      | 0:1  | 0:0      | 0:1        |
| 2023/24 | Лига чемпионов УЕФА   | Первый отборочный раунд | ХИК               | 2:2  | 0:1      | 2:3        |
|         | Лига конференций УЕФА | Второй отборочный раунд | Балкани           | 1:4  | 0:3      | 1:7        |
| 2024/25 | Лига чемпионов УЕФА   | Первый отборочный раунд | РФС               | 0:4  | 0:3      | 0:7        |